# 薩恩斯角
67°33′S 67°39′W / 67.550°S 67.650°W
薩恩斯角是南極洲的海岬，位於葛拉漢地西岸，處於洛伯夫灣和比古爾丹灣之間，是阿羅史密斯半島的最南端，法國探險隊在1908至1910年發現該半島並繪入地圖。